# Bir Gandouz
Bir Gandouz oder Bir Gandus (arabisch بئر كندوز) ist eine Ortschaft im marokkanisch besetzten Teil der Westsahara. Es ist der Hauptort der Provinz Aousserd in der Region Dakhla-Oued Ed-Dahab. Bei der Volkszählung 2014 wurden 1932 Einwohner gezählt. Die gleichnamige Gemeinde (commune bzw. جماعة) hatte bei der Volkszählung 4625 Einwohner.
Bir Gandouz liegt an der  N1 Marokkos, die das Land von der Straße von Gibraltar bis zur Grenze zu Mauretanien durchquert. Der Grenzübergang Guerguerat (الكركرات) zu Mauretanien liegt 86 Straßenkilometer südlich von Bir Gandouz. Zwischen ad-Dakhla im Norden und Nouadhibou im Süden ist Bir Gandouz der größte Ort.